# Luis Llorens Soler
Luis Llorens Soler (Olot, 9 gennaio 1939 – 21 settembre 1991) è stato un calciatore spagnolo, di ruolo attaccante.

## Carriera
Ha giocato per diversi club di Primera División e Segunda División.